# Freundeskreis Eisenbahn Köln

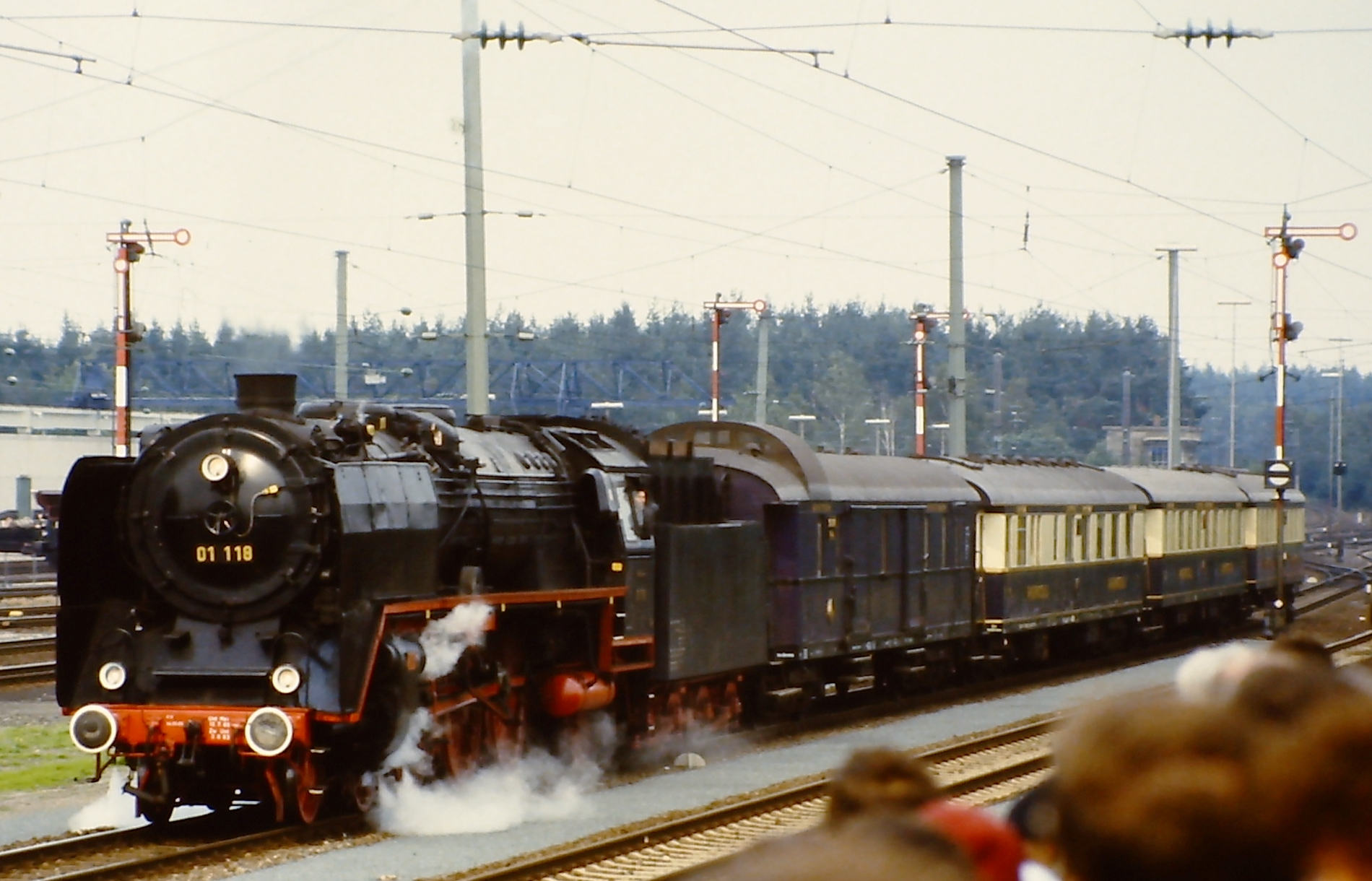
01 118 mit Rheingold

Der Freundeskreis Eisenbahn Köln e. V. (FEK) wurde am 3. Dezember 1955 in Köln als Vereinigung von Freunden der Eisenbahn gegründet. Seit 1970 werden Original-Rheingold-Wagen der Baujahre 1928/29 und der 1960er Jahre betriebsbereit unterhalten. Eine Bücherei und ein kleines Museum über die Geschichte des Rheingold-Zuges im Vereinsheim in Köln-Nippes runden das Vereinsleben ab. Der FEK ist Mitglied im Verband Deutscher Museums- und Touristikbahnen (VDMT) und im Bundesverband Deutscher Eisenbahn-Freunde (BDEF).
1970 konnte der FEK vier ehemalige Rheingold-Wagen von der Deutschen Bundesbahn erwerben, die die Wagen jedoch zu normalen 1.-Klasse-Schnellzugwagen oder Gesellschaftswagen umgebaut hatte. Der FEK restaurierte in 2300 Arbeitsstunden diese Wagen äußerlich in den Originalfarben beige/violett mit goldenen Zierstreifen und erhabenen Inschriften und Reichsbahnadler. Aus Kostengründen konnte eine Rekonstruktion des Wageninneren nicht ausgeführt werden. Die Wagen werden europaweit eingesetzt. 
Zuglokomotiven sind nicht nur die klassischen Lokomotiven der Baureihe 01 oder Baureihe 18, sondern auch – neben den bekannten Lokomotiven europäischer Bahnverwaltungen – andere Lokomotiven, z. B. die Altbau-Elektrolokomotiven der Extertalbahn oder eine Dampflokomotive der Baureihe 89. Neben den Rheingoldwagen erwarb der Verein auch ehemalige Wagen des Rheingold von 1962 und weitere TEE-Wagen, die pflegeleichter und international besser einsetzbar sind. Darunter ist auch einer der Panoramawagen. Die Ersatzteilhaltung wie beispielsweise die Vorhaltung von Radsätzen und Bremsklötzen stellt den Verein zunehmend vor Probleme.